# Bundesstraße 297
Pour les articles homonymes, voir Route 297.
La Bundesstraße 297 est une Bundesstraße du Land de Bade-Wurtemberg.

## Histoire
Le plan général de circulation de 1965 prévoit la reconstruction complète du tronçon entre les vallées de la Rems et la Fils sur une route plus à l'est, tout en conservant le statut d'expansion à deux voies. L'itinéraire doit commencer par une jonction en croisement dénivelé sur la nouvelle B 29 entre Lorch et Schwäbisch Gmünd, passer par la vallée du Beutenbach après Wäschenbeuren et rejoindre la nouvelle B 10 à l'est de Göppingen. Ces plans sont abandonnés en raison de la protection du paysage. Un réalignement était également prévu entre Göppingen et Kirchheim, qui n'est pas mis en œuvre. La Bundesstraße, avec la B 298, devait faire partie d'une liaison nord-sud entre l'A 6 et l'A 8.
Sur le tronçon Lorch - Göppingen, selon les décomptes officiels, depuis l'introduction du péage poids lourds sur les autoroutes fédérales en 2005, le nombre de trajets quotidiens en poids lourds est passé de 690 à 812. Selon la municipalité de Wäschenbeuren, plus de 1 110 camions ont été dénombrés par jour, même si on ne sait pas ici si seuls les camions à péage ou tous les camions ont été comptés.
À Lorch, le parcours ne parcourait que quelques centaines de mètres jusqu'en juillet 2008, mais avec un grand dénivelé, au-delà de la jonction existante de la B 29, mais ensuite à travers la commune, de sorte qu'une distance d'environ 3 km devait être parcourue jusqu'à la B 29. Une connexion directe à la jonction existante de la B 29 est construite, ce qui raccourcit cet itinéraire à environ 1 km et rend inutile le passage par Lorch. L'ancienne route est depuis démantelée. Le coût de ces mesures est d'environ six millions d'euros. Trois ponts et une protection de pente élaborée contre le glissement, qui était nécessaire en raison de la marne, ont augmenté les coûts.

## Source
- (de) Cet article est partiellement ou en totalité issu de l’article de Wikipédia en allemand intitulé « Bundesstraße 297 » (voir la liste des auteurs).

1. ↑  (de) « Die Bundes- und Reichsstraßen in Deutschland - Nr. 166 bis 327 » [archive du 18 février 2009], sur home.arcor.de (consulté le 16 juillet 2025)